# Lin Daiyu
Lin Daiyu (també pronunciat Lin Tai-yu, xinès: 林黛玉; Pinyin: Lín Dàiyù) és un dels personatges principals de Cao Xueqin, la clàssica novel·la xinesa el Somni del Pavelló Roig. És representada com una dona jove, ben educada, intel·ligent i bonica. El romanç entre Daiyu i Jia Baoyu constitueix un dels temes principals del llibre. El seu caràcter sentimental ha impressionat a moltes persones en el món.

## En la ficció
Nascuda a Suzhou, de l'erudit/oficial Lin Ruhai, i la Dama Jia Min de la casa Rongguo, Daiyu va ser criada pels seus pares en la mansió de la seva família a prop de Yangzhou, on ella va rebre una educació excel·lent. Ella tenia una afinitat natural per la literatura i va aprendre excepcionalment bé. El seu tutor d'infància va ser Jia Yucun （贾雨村）.
Durant la seva infància, un monjo budista una vegada va proposar d'emportar-se-la per a salvar-la d'un destí tràgic. Açò va ser, per descomptat, rebutjat. Tenint una constitució feble natural ella va estar prenent medicines i tònica a partir d'una edat molt jove, i això va resultar en el seu desenvolupament d'alguna manera esvelt amb una etèria bellesa.
A l'edat dels sis anys Daiyu perd la seva mare; poc després és convocada a la capital per estar amb la seva àvia materna, la poderosa matriarca del Clan Jia Clan, l'Àvia Jia. Ella de seguida s'avé amb Jia Baoyu, el seu cosí matern i el favorit de la seva àvia, i amb moltes de les cosinetes de la casa. El pare Daiyu mor pocs dies després de la seva entrada a la Casa Rongguo, deixant-la completament òrfena. Ella és un dels nets que més adorava l'Àvia Jia.
Daiyu és una noia emocional, susceptible a canvis d'humor extrems i encanteris malenconiós. Ella es descriu a si mateixa d'haver estat malaltissa des de la infància, de fet, quan es presenta per primera vegada, un apariat la descriu "amb un cor com el de Bi Gan, però encara més intel·ligent; i amb una malaltia com la de Xi Zi, però encara més bella". La seva disposició a arrufar el nas condueix a Baoyu a donar-li el nom de cortesia de Pin'pin (颦颦) o Arrufacelles quan es troben per primera vegada.

## Contrast amb Xue Baochai
El personatge de Lin Daiyu contrasta amb una altra cosina de Baoyu, que és per aquest un potencial interès en l'amor, Xue Baochai. Els dos personatges femenins principals són probablement concebut com contrasts entre si. Tots dos estan íntimament relacionats amb Jia Baoyu, un com al seu veritable amor i l'altre com a la seva futura esposa, i cada un comparteix una sol caràcter en el seu nom atorgat amb Baoyu. Fins i tot els seus atributs físics són oposats: Daiyu és esvelta i espigada, mentre que Baochai s'assembla a Yang Guifei per la seva constitució completa. Ambdues prenen tòniques encara que Daiyu és notablement més feble, probablement perquè ella té una natura tísica.
S'ha suggerit que les dues dones es complementen l'una a l'altra - cadascuna té exactament les característiques que li manquen a l'altra per ser de la dona ideal de Cao Xueqin. Daiyu és malenconiosa, hipersensible i una poetessa instintiva que sent fortament sobre les persones, els esdeveniments i la natura. Ella és sensible a les xafarderies malicioses, i sovint se sent insegura i solitària malgrat la seva alta posició a la llar Rongguo. Daiyu pot ser arrossegada fàcilment a la gelosia i fer comentaris rancorosos i sarcàstics, que són interpretats com a "rebequeries" pels seus servents. En contrast, Xue Baochai és estimada per les donzelles i dames de la casa. La seva naturalesa discreta i prudent el fica en molts menys problemes que a Daiyu. Això no obstant, Baochai manca d'un vincle emocional amb Baoyu i es reflecteix més en el llibre com el model d'una amant feudal.

El cràter de Tai-yu en l'asteroide 433 Eros va ser anomenat per ella.
En la cançó "Games Without Frontiers" de Peter Gabriel, Lin Tai Yu és esmentada.